# 花咲郡
花咲郡（日语：／ Hanasaki gun */?）是一個曾由日本北海道根室支廳管轄的郡，轄區包函現在的根室市及北方四島（南千島群島）中的齒舞群島。成立於1869年北海道設置11國86郡時，已於1959年因無管轄町村被廢除。
郡名意譯自阿伊努語「poro-not」（大海岬→鼻崎）。

## 沿革

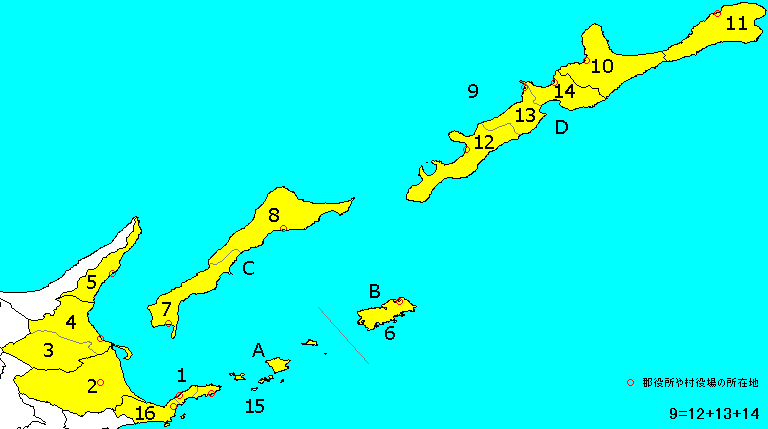
花咲郡町村最初轄下町村位置圖：15.齿舞村

- 1869年8月15日：北海道設置11國86郡，根室國花咲郡成立。
- 1885年：色丹島區域新成立色丹郡並脫離花咲郡之管轄。
- 1897年11月：北海道實施支廳制，根室國花咲郡隸屬根室支廳之管轄，此時花咲郡下轄昆布盛村、落石村、花咲村、友知村、齒舞村、婦羅理村、沖根邊村、沖根婦村、珸瑶瑁村。[1]（9村）
- 1900年4月1日：花咲村和友知村的部份區域被併入根室郡根室町（現在的根室市），並脫離花咲郡之管轄。（8村）
- 1906年4月1日：昆布盛村、落石村和根室郡和田村、幌茂尻村、穗香村合併為根室郡和田村，並脫離花咲郡之管轄。（6村）
- 1915年4月1日：齒舞村、沖根邊村、婦羅理村、沖根婦村、友知村、珸瑤瑁村合併為新設立的齒舞村。（1村）
- 1945年9月：蘇俄佔領齒舞群島。
- 1959年4月1日：齒舞村被併入根室市[2]，並脫離根室郡之管轄。花咲郡因已無管轄之町村而同時廢除。